# Hypsibius americanus
Hypsibius americanus är en djurart som tillhör fylumet trögkrypare, och som först beskrevs av Alpheus Spring Packard 1873.  Hypsibius americanus ingår i släktet Hypsibius och familjen Hypsibiidae. Inga underarter finns listade i Catalogue of Life.